# 스펜서 리스트

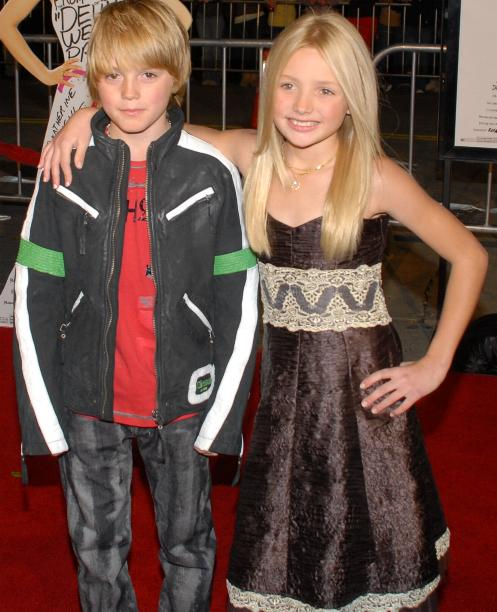

스펜서 리스트(Spencer List, 1998년 4월 6일 ~ )는 미국의 배우, 텔레비전 배우, 영화배우이다.
플로리다주에서 태어났다.

## 영화
- 블랙 도그, 레드 도그 (2017년) - 게리 역
- 해피 어게인 (2017년) - 테이버 역
- 하드 셀 (2016년)
- 모킹버드 (2014년)
- 안녕 올리버 (2014년)
- 브링잉 업 바비 (2011년) - 바비 역
- 사이코패스 (2010년)